# Narsampet
Narsampet es una ciudad censal situada en el distrito de Warangal Rural en el estado de Telangana (India). Su población es de 30963 habitantes (2011). 
.

## Demografía
Según el censo de 2011 la población de Narsampet era de 30963 habitantes, de los cuales 15988 eran hombres y 14975 eran mujeres. Narsampet tiene una tasa media de alfabetización del 81,17%, superior a la media estatal del 67,02%: la alfabetización masculina es del 89,70%, y la alfabetización femenina del 72,13%.